# Olios canalae
Olios canalae là một loài nhện trong họ Sparassidae.
Loài này thuộc chi Olios. Olios canalae được Lucien Berland miêu tả năm 1924.